# Herbert Manfred Hoffmann
Herbert Manfred Hoffmann (* 13. Februar 1930 in Brieg, Provinz Schlesien; † 24. August 2018 in Frankfurt am Main) war ein deutscher Organist und Kirchenmusiker.

## Leben und Wirken
Herbert Manfred Hoffmann absolvierte sein Studium als Organist bei Max Drischner in Brieg und Johannes Piersig in Breslau. 1946 wechselte er an das Evangelische Kirchenmusikalische Institut Heidelberg, wo er 1948 die A-Prüfung als Kirchenmusiker ablegte, seine Lehrer waren u. a. Hermann Meinhard Poppen, Helmut Tramnitz und Wolfgang Fortner.
Nach einer kurzen Tätigkeit in Weinsberg 1950/51 übersiedelte er nach Frankfurt am Main. Ab 1953 wirkte er als Organist und Kantor an der Emmauskirche und seit 1978 als Kirchenmusiker des Evangelischen Regionalverbandes an der Heiliggeistkirche am Dominikanerkloster.
1952 gründete Hoffmann den Oratorienchor Frankfurter Kantatenkreis (heute Frankfurter Kantatenchor), den er bis 2004 leitete und mit dem er bedeutende Werke von beispielsweise Bach, Schütz, Brahms, Mozart, Fauré, Verdi und Dvořák zur Aufführung brachte, hauptsächlich in der Heiliggeistkirche und auch in der Alten Oper. Er arbeitete dabei u. a. mit Gesangs-Solisten der Oper Frankfurt und viele Jahre mit dem Orchester der Philharmonischen Gesellschaft Frankfurt zusammen, das u. a. aus Mitgliedern des Frankfurter Opernhaus- und Museumsorchesters und des Sinfonieorchesters des Hessischen Rundfunks bestand.
Anlässlich des 50. Todestages von Max Reger initiierte Hoffmann 1966 die Frankfurter Max-Reger-Tage, die wegen der positiven Resonanz auch 1967 und 1968 durchgeführt wurden.  Ebenfalls gehen die seit 1978 bis heute jährlich stattfindenden Frankfurter Orgeltage in der Heiliggeistkirche – ein internationaler Orgelkonzert-Zyklus mit nationalen und internationalen Solisten – auf seine Initiative zurück. Von 1979 bis 2013 leitete er zusätzlich als Vorsitzender den 1950 von Arnold Thrun gegründeten Kirchenmusikverein Frankfurt am Main. Die Leitung sowohl des Chores als auch des Kirchenmusikvereins übernahm anschließend sein Sohn, der Kirchenmusiker Frank Hoffmann.
Hoffmann konzertierte sowohl als Organist als auch als Dirigent und im Rahmen von Konzertreisen mit dem Chor in Frankreich, Italien, der Schweiz, Österreich, Ungarn, Polen, Kroatien, der Slowakei sowie in Nordamerika. Er spielte zahlreiche Schallplatten und CDs ein.
Für seine Verdienste um die Kirchenmusik wurde er 2005 mit der Philipp-Jakob-Spener-Medaille ausgezeichnet, die seit 1999 vom Evangelischen Regionalverband für besonderes ehrenamtliches Engagement in der evangelischen Kirche in Frankfurt am Main verliehen wird.
Hoffmanns Grabstätte befindet sich auf dem Neuen Friedhof Bockenheim in Frankfurt.

## Diskografie (Auswahl)

### CD
- Giuseppe Verdi: Messa da Requiem. Live-Mitschnitt aus der Heiliggeistkirche, Frankfurt am Main, Lünenbürger - Künzler - McAllister - Reiter, Frankfurter Kantantenkreis, Chor der Technischen Universität Breslau, Philharmonisches Orchester Frankfurt am Main, Leitung: Herbert M. Hoffmann, Hrsg.: Ev. Regionalverband Frankfurt, ISBN 978-3-922179-41-2
- Orgel-Klangerlebnisse in der Heiliggeistkirche, Dominikanerkloster, Frankfurt am Main. Werke von Bach, Fiocco, Mozart, Guilmant, Brewer, Gigout, Rheinberger, Lemmens, Ireland, Mulet und Boëllmann, Orgel: Herbert Manfred Hoffmann, Hrsg.: Ev. Regionalverband Frankfurt, ISBN 978-3-922179-39-9
- Organo Con Brio, Herbert M. Hoffmann an der Orgel der Heiliggeistkirche Frankfurt am Main. Werke von Töpfer, Mendelssohn Bartholdy, Franck, Saint-Saëns, Schumann, Elgar, Hrsg.: Ev. Regionalverband Frankfurt, ISBN 978-3-922179-44-3
- Musik im Dominikanerkloster – Heiliggeistkirche. Werke von Stanley, Bruhns, Viviani, Kellner, Bach, Schilling, Peeters, Wallin, Kapi-Králik. Trompete: Robert Bodenröder, Orgel: Herbert Manfred Hoffmann. Hrsg.: Ev. Regionalverband Frankfurt[12]

### LP
- Max Reger – Herbert Manfred Hoffmann. Orgelwerke. Pelca PSR 40 510
- Trumpet Tunes & Voluntaries. Robert Bodenröder (Trompete), Herbert Manfred Hoffmann (Orgel), MPS Records, 1968
- Musik aus vier Jahrhunderten. Herbert Manfred Hoffmann an der elektronischen Ahlbornorgel. Musikverlag Gotthard F. Döhring, MD 0542
- Klingendes Orgelland. Herbert M. Hoffmann spielt auf berühmten historischen Orgeln Norddeutschlands. Concert Hall M-2355
- Die virtuose Orgel. Werke von Franz Liszt, Léon Boëllmann, César Franck. Pelca PSR 40 509
- Die Scherer-Orgel zu Himmelpforten. Werke von Johann Sebastian Bach. Pelca PSR 40 508